# Xã Lower Alsace, Quận Berks, Pennsylvania
Xã Lower Alsace (tiếng Anh: Lower Alsace Township) là một xã thuộc quận Berks, tiểu bang Pennsylvania, Hoa Kỳ. Năm 2010, dân số của xã này là 4.475 người.